# Arbitrage (finance)
Pour les articles homonymes, voir arbitrage.
L'arbitrage est une opération financière destinée à assurer un gain positif ou nul de manière certaine en profitant d'écarts temporaires de prix constatés entre différents titres ou contrats. Par exemple en prenant position simultanément et en sens contraire soit sur plusieurs actifs dérivés différents soit sur un produit dérivé et son actif sous-jacent. Il s'agit d'un exemple de spéculation financière.
Il consiste essentiellement :
- soit à vendre un actif financier et acheter un autre, correspondant mieux au prix actuel du marché et, dans les perspectives actuelles, à ce que recherche l'investisseur en matière de rendement et de risque acceptable ;
- soit à vendre et à acheter un même actif financier, mais sur deux marchés différents (par exemple la bourse de New York et celle de Paris), entre lesquels une différence de prix susceptible de dégager un gain monétaire est constatée.

Les arbitragistes sont des professionnels constamment à l'affût des opportunités que présentent ces différences de prix. Leur rôle contribue à lisser/effacer les distorsions de marché (autorégulation des marchés financiers) : chaque fois qu'un arbitrage est possible, ces opérateurs en profitent jusqu'à ce qu'il ne soit plus intéressant, ramenant ainsi les prix à leur juste valeur. Plus un marché est "parfait", liquide et transparent, moins ces opportunités d'arbitrage apparaissent et/ou restent disponibles longtemps.

## Exemples d'arbitrages
- Arbitrages de marchés : certains actifs sont cotés sur plusieurs marchés (il faut alors prendre en compte les coûts de transactions, transport, frais divers, pour arbitrer)
- Arbitrages sur courbes de taux : on peut comparer les taux obligataires, de prêt emprunt, de swaps overnight (Eonia), les futures... La méthode consiste dans le calcul des taux zéro coupons, la détermination des "spreads" théoriques (spread de liquidité, spread risque de crédit, spread de swap de base, etc.) puis la comparaison avec arbitrage éventuel des spreads de marché.[style à revoir]
- Arbitrages de volatilité : l'actif est propice à la volatilité. On compare alors volatilité historique/volatilité implicite, volatilité inter-échéances, volatilité d'un panier par rapport à ses composants (implicitement on arbitre la dispersion ou la corrélation des constituants).
- Arbitrage prudentiel : lorsqu'une institution soumise à un contrôle prudentiel arbitre son risque réel et sa position règlementaire.